# 加尔迪
加尔迪（法語：Gardie，法語發音：[ɡaʁdi] ⓘ）是法国奥德省的一个市镇，属于利穆区。

## 地理
加尔迪（43°4'28"N, 2°17'57"E）面积4.65 平方千米，位于法国奧克西塔尼大區奥德省，该省份为法国南部沿海省份，北起塔恩省，西北接上加龙省，西接阿列日省，南至东比利牛斯省，东临地中海，东北与埃罗省接壤。
与加尔迪接壤的市镇（或旧市镇、城区）包括：皮约斯、圣伊莱尔、维拉尔圣昂塞尔姆、维勒巴济。

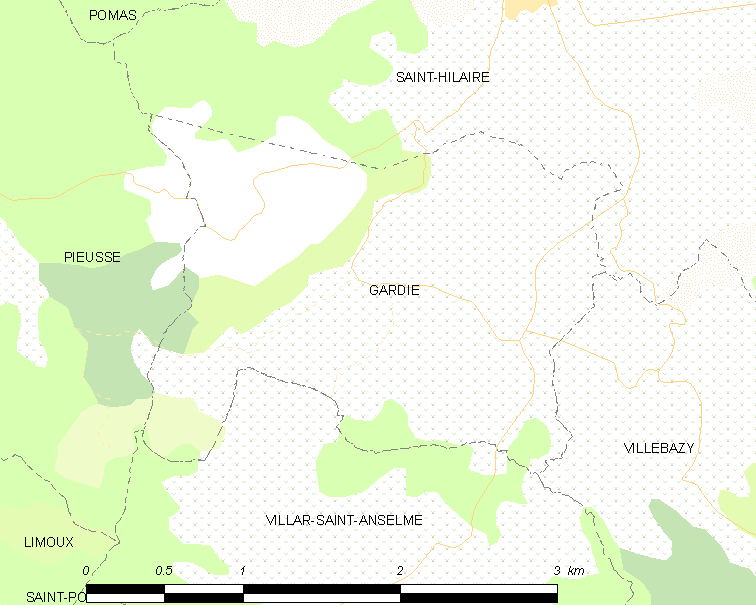
加尔迪的OSM定位图

加尔迪的时区为UTC+01:00、UTC+02:00（夏令时）。

## 行政
加尔迪的邮政编码为11250，INSEE市镇编码为11161。

## 政治
加尔迪所属的省级选区为利穆地区县。

## 人口

1962-2008年间加尔迪人口变化图示

加尔迪于2022年1月1日时的人口数量为128人。